# Капел ле Гран
Капел Ле Гран (фр. Capelle-les-Grands) насеље је и општина у северној Француској у региону Горња Нормандија, у департману Ер која припада префектури Берне.
По подацима из 2011. године у општини је живело 415 становника, а густина насељености је износила 30,99 становника/km². Општина се простире на површини од 13,39 km². Налази се на средњој надморској висини од 190 метара (максималној 197 m, а минималној 176 m).

## Демографија
| 1962. | 1968. | 1975. | 1982. | 1990. | 1999. | 2011. |
| ----- | ----- | ----- | ----- | ----- | ----- | ----- |
| 385   | 408   | 370   | 307   | 331   | 359   | 415   |

График промене броја становника у току последњих година